# Сан-Эстебан (Чили)
Сан-Эстебан (исп. San Esteban) — город в Чили. Административный центр одноимённой коммуны. Население города — 7542 человека (2002). Город и коммуна входит в состав провинции Лос-Андес и области Вальпараисо .
Территория — 681 км². Численность населения — 18 855 жителей (2017). Плотность населения — 27,7 чел./км².

## Расположение
Город расположен в 102 км на восток от административного центра области города Вальпараисо.
Коммуна граничит:
- на востоке — с провинцией Сан-Хуан (Аргентина)
- на юго-востоке — c коммуной Лос-Андес
- на юго-западе — c коммуной Лос-Андес
- на западе — c коммуной Санта-Мария
- на северо-западе — c коммуной Путаэндо

## Демография
Согласно сведениям, собранным в ходе переписи 2017 г. Национальным институтом статистики (INE), население коммуны составляет:
| Полное население                          | Полное население                          | Полное население                          | Полное население                          | Полное население                          | 18 855 |
| ----------------------------------------- | ----------------------------------------- | ----------------------------------------- | ----------------------------------------- | ----------------------------------------- | ------ |
| в том числе:                              | Городское население                       | 11 372                                    | Процент городского населения, %           | 60,31                                     |        |
|                                           | Сельское население                        | 7 483                                     | Процент сельского населения, %            | 39,69                                     |        |
|                                           | Мужское население                         | 9 303                                     | Процент мужского населения, %             | 49,34                                     |        |
|                                           | Женское население                         | 9 552                                     | Процент женского населения, %             | 50,66                                     |        |
| Плотность населения, чел/км²              | Плотность населения, чел/км²              | Плотность населения, чел/км²              | Плотность населения, чел/км²              | Плотность населения, чел/км²              | 27,7   |
| Население коммуны в % к населению области | Население коммуны в % к населению области | Население коммуны в % к населению области | Население коммуны в % к населению области | Население коммуны в % к населению области | 1,04   |

| Динамика изменения населения коммуны | Динамика изменения населения коммуны | Динамика изменения населения коммуны | Динамика изменения населения коммуны |
| ------------------------------------ | ------------------------------------ | ------------------------------------ | ------------------------------------ |
| 1992                                 | 2002                                 | 2012                                 | 2017                                 |
| 12 153                               | 14 400▲                              | 17 371▲                              | 18 855▲                              |

## Важнейшие населенные пункты[4]
| №  | Населённый пункт          | Населённый пункт (исп.)    | Категория | Население чел. (2002) | На карте                        |
| -- | ------------------------- | -------------------------- | --------- | --------------------- | ------------------------------- |
| 1  | Сан-Эстебан               | San Esteban                | город     | 7542                  | 32°47′57″ ю. ш. 70°34′46″ з. д. |
| 2  | Ло-Кальво                 | Lo Calvo                   | поселок   | 1285                  | 32°45′05″ ю. ш. 70°36′07″ з. д. |
| 3  | Эль-Игераль               | El Higueral                | поселок   | 703                   | 32°46′31″ ю. ш. 70°33′46″ з. д. |
| 4  | Фонсеа                    | Foncea                     | поселок   | 612                   | 32°47′26″ ю. ш. 70°36′07″ з. д. |
| 5  | Льянос-Норте-Альто        | Llanos Norte Alto          | поселок   | 565                   | 32°47′05″ ю. ш. 70°33′09″ з. д. |
| 6  | Лос-Чакаес                | Los Chacayes               | поселок   | 382                   | 32°51′30″ ю. ш. 70°26′12″ з. д. |
| 7  | Лас-Голондринас           | Las Golondrinas            | поселок   | 305                   | 32°46′02″ ю. ш. 70°35′12″ з. д. |
| 8  | Лас-Бандурриас            | Las Bandurrias             | поселок   | 270                   | 32°44′36″ ю. ш. 70°35′22″ з. д. |
| 9  | Эль-Альгарробо            | El Algarrobo               | поселок   | 202                   | 32°50′02″ ю. ш. 70°31′47″ з. д. |
| 10 | Эль-Гредаль               | El Gredal                  | поселок   | 132                   | 32°43′37″ ю. ш. 70°32′59″ з. д. |
| 11 | Сан-Мигель                | San Miguel                 | поселок   | 129                   | 32°49′19″ ю. ш. 70°32′47″ з. д. |
| 12 | Эль-Ареналь               | El Arenal                  | поселок   | 126                   | 32°47′56″ ю. ш. 70°33′23″ з. д. |
| 13 | Примера-Кебрада-Карретера | Primera Quebrada Carretera | поселок   | 121                   | 32°51′15″ ю. ш. 70°27′33″ з. д. |